# Vibrador (sexo)

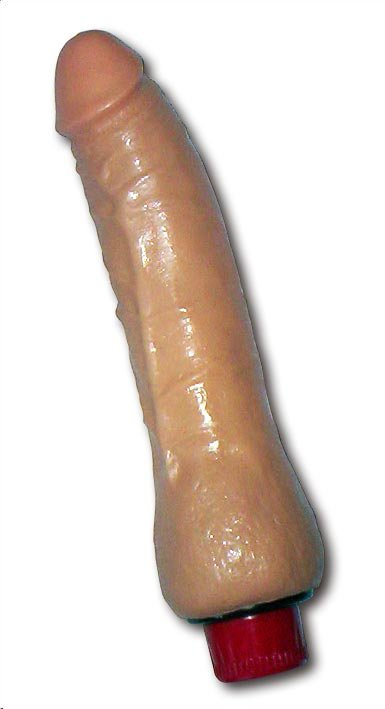
Um vibrador

Em sexualidade, o vibrador é um instrumento vibratório utilizado para produzir estímulos sexuais.
O vibrador elétrico deu seus primeiros passos em 1869 com a invenção, por parte de um médico americano, de um massageador movido a vapor que tinha a finalidade de tratar de "distúrbio" feminino – Histeria. Após vinte anos, um médico inglês inventou um modelo mais portátil movido a bateria e em 1900, havia vários tipos de vibradores disponíveis para os profissionais médicos mais "exigentes". Com o passar do tempo esses aparelhos foram conquistando um prestígio cada vez maior, pois anúncios em revistas de diversos gêneros, prometendo "saúde, vigor e beleza", elevaram o vibrador à qualidade de auxílio à saúde e ao bem-estar. Com o advento do cinema e dos filmes pornôs (1920) os vibradores começaram a aparecer em filmes adultos, tornando-se difícil ignorar sua função sexual. Isso fez com que começassem a sumir gradualmente dos anúncios de publicações "respeitáveis".

## Modelos de vibradores
Os vibradores geralmente geram suas vibrações usando pesos excêntricos acionados por um motor elétrico convencional, mas alguns usam bobinas eletromagnéticas. Alguns vibradores são comercializados como "massageadores corporais" — embora ainda possam ser usados, como os vendidos como brinquedos sexuais para autoerotismo. Alguns vibradores funcionam com pilhas enquanto outros têm um cabo de alimentação que se conecta a uma tomada. Alguns vibradores de marcas de luxo também são completamente cobertos com silicone de grau médico, mais seguros para a saúde íntima e confortáveis para utilização. Embora a limpeza adequada seja necessária para qualquer brinquedo sexual, ter menos locais para o crescimento de bactérias reduz o risco de infecção.
Embora algumas empresas vendam dildos e vibradores significativamente maiores, a maioria dos que são comercializados para inserção vaginal ou anal tem tamanho em torno do tamanho médio do pênis.
Há uma ampla variedade de vibradores que podemos encaixar em uma ou mais categorias:
- Clitoriano: Vibradores com um vibração intensa pensados para estimular o clitóris externamente. Os formatos destes vibradores variações incluem animais, bullet, animais, microfone, formas ergonômicas e até de língua. Independentemente do design, a função principal é estimular o clitóris em velocidades e intensidades variadas.
- Formato Realístico: Esses aproximam a forma e o tamanho de um pênis e podem ser feitos de plástico, silicone, borracha ou vinil. Vibradores realísticos podem ser para uso pessoal ou para uso por um parceiro. Eles podem ser usados para penetração vaginal e anal, bem como para penetração oral. Eles vêm em diferentes tamanhos, cores e texturas, e podem ser de dupla ponta, para que a estimulação anal e vaginal possam ser realizadas ao mesmo tempo.
- Bullet ou Egg: Um vibrador em forma de egg ou bullet para estimulação clitoriana ou peniana focado especificamente na estimulação sem penetração. Variantes com fio e sem fio são ambas comuns.
- Rabbit: Com dois gumes para estimulação simultânea da vagina e do clitóris. Foi apresentado em Sex and the City no final dos anos 90. O vibrador rabbit consiste de dois vibradores de tamanhos diferentes. Um vibrador em forma de falo é destinado a ser inserido na vagina para estimular a vagina, enquanto um estimulador clitoriano menor é colocado voltado para a frente no vibrador principal. O vibrador rabbit foi nomeado pela forma do estimulador clitoriano, que se assemelha a um par de orelhas de coelho.
- Vibrador Personal: Geralmente são modelos mais simples sem curvas ou nenhum design diferenciado, especialmente feitos para estimulação da vulva com penetração.
- Varinha Mágica: São vibradores extremamente potentes com uma cabeça grande que não é desenhada para penetração e sim para uma estimulação da vulva e especificamente de toda a estrutura externa e interna do clitóris.
- Ponto G: Semelhante ao vibrador tradicional, mas com uma curva e, muitas vezes, um revestimento macio semelhante a gelatina. A curva é projetada para estimular o ponto G. Este tipo de vibrador é feito de materiais como silicone ou acrílico. Pode ser usado com ou sem vibrações.
- Estimuladores de Próstata ou Ponto P: Semelhante ao vibrador de ponto G, com uma curva para estimular a próstata. O uso regular de vibradores para estimular a próstata pode ajudar a melhorar a saúde da próstata.
- Vibradores anais: São projetados para uso anal e têm uma base alargada ou corpo alongado com alça de segurança, para evitar que escorreguem para dentro e fiquem presos no reto. Os vibradores anais vêm em diferentes formas, mas eles são comumente plugs anais ou vibradores em forma de falo.
- Vibrador vestível / Wearables: Antigamente conhecidos como vibrador borboleta, são vestíveis e podem ser usados sem a utilização das mãos. Vem em três variações: tradicional, controle remoto e com estimuladores anais ou vaginais. Podem ser feitos de silicone, plástico ou borracha.
- Anel peniano vibratório: Vibrador (geralmente sem fio) que pode vestir o pênis ou um dildo, geralmente para aumentar a estimulação do clitóris durante o sexo.
- Pulsadores: Este modelo de vibrador é uma tecnologia patenteada na Alemanha como Stronic. Eles realizam movimento de vai e vem, sendo possível utilizar este vibrador sem as mãos.
- Sugadores de Clitóris: Embora na sua maior parte não tenham um função de vibração, comumente confundidos com vibradores por conta da estimulação que oferecem ao clitóris. Um dos modelos de sugador com vibrador mais famosos do Brasil é o Dona Coelha Sussu, ganhador do prêmio Glamour de melhor sex toy de 2024.

### Características comuns
Embora muitos vibradores sejam comercializados como à prova d'água, a maioria não deve ser submersa por não ter a certificação IP correta. Aqueles projetados para uso de baixo da água podem ser usados na piscina, banheira ou chuveiro, ou em qualquer outro de água doce.
É sempre recomendado a utilização de lubrificantes a base de água para maior conforto e segurança, não é recomendado usar lubrificantes a base de silicone por que estes podem danificar o material do vibrador. Vibradores multivelocidades permitem que os usuários personalizem a velocidade da vibração e o modo da massagem.
Dependendo do modelo de vibrador, a mudança de velocidade é feita simplesmente apertando ou pressionando um botão um certo número de vezes, permitindo que os usuários alterem as velocidades várias vezes durante o uso.
Alguns vibradores podem ser vibradores flexíveis como é o caso do modelo Dona Coelha Borogodó, garantindo ergonomia a diferentes tipos de corpos, também são usados para encontrar e estimular zonas erógenas de difícil acesso. Eles podem ser moldados para agir como muitos tipos diferentes de vibradores, como ponto G, anal, pênis ou duplo.
Vibradores por aplicativo e com controle remoto pode pré-programados ou controlados remotamente. O controle remoto sem fio é portátil e tem a função de ajustar a velocidade, modo ou intensidade. Alguns modelos de vibradores também podem se conectar a aplicativos móveis via conexões Bluetooth ou com a senha do Wi-fi, permitindo recursos como controle remoto à longa distância pela Internet, vibração sincronizada com música e vibrações programáveis.
Alguns vibradores são projetados para serem discretos e têm formato de objetos do dia a dia, como batom, maquiagem, brinquedos, ou peças de decoração. Os vibradores disfarçados são geralmente relativamente pequenos e na maioria das vezes têm apenas uma velocidade e são alimentados por uma única bateria.

## História

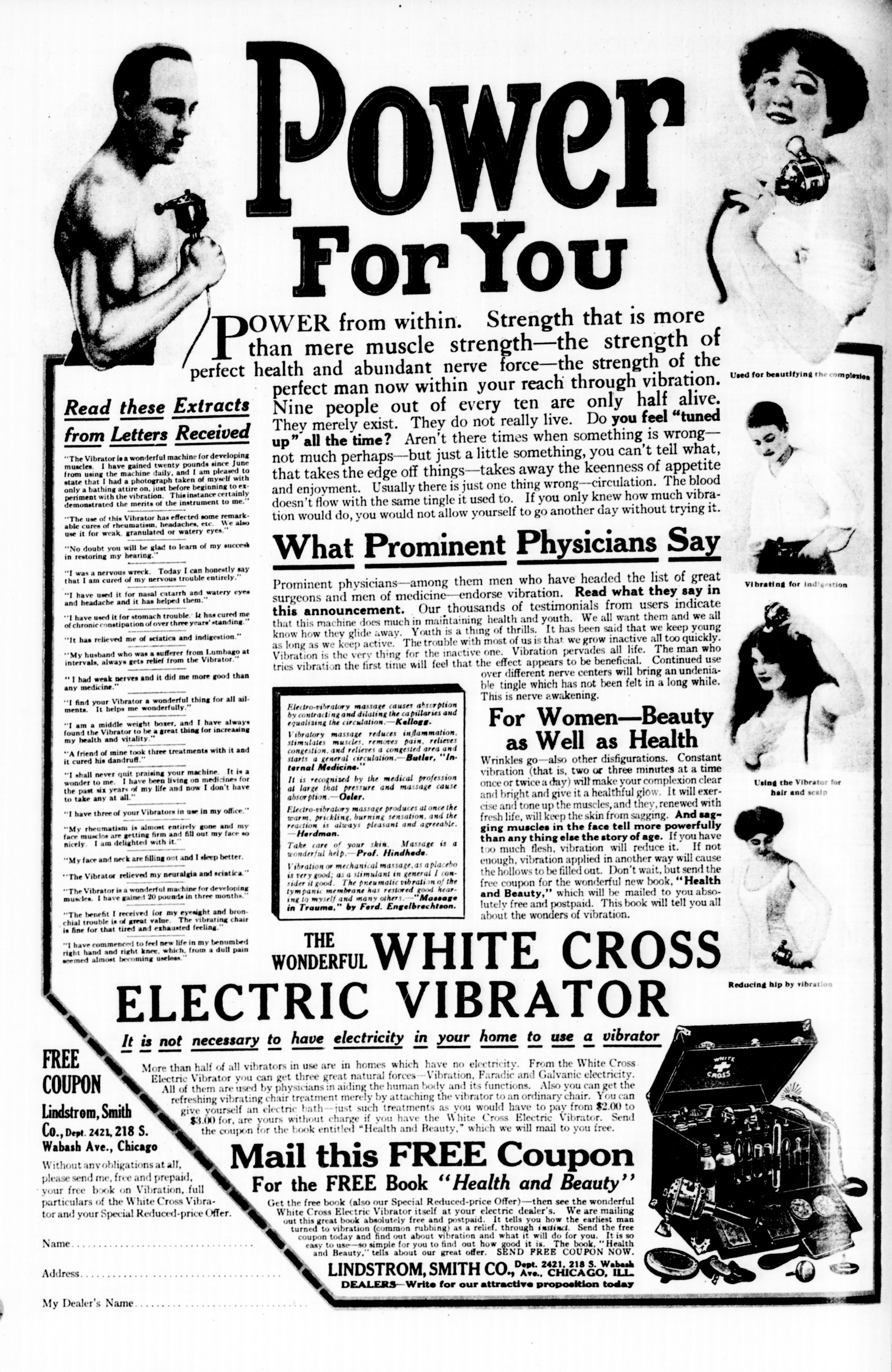
Propaganda em 1913

Durante séculos, os médicos trataram as mulheres para uma ampla variedade de doenças, realizando o que é agora reconhecido como a masturbação. A "massagem pélvica" foi especialmente comum no tratamento da histeria feminina na Grã-Bretanha durante a Era Vitoriana, a causa para essa manipulação, nas paciente, era o "paroxismo histérico" (orgasmo). No entanto, eles não só considerar o estímulo da vulva necessário como não relacionava com sexo, mas essa relação foi estabelecida após árduos trabalhos
Um dos primeiros vibradores foi chamado de 'Tremoussoir' inventado na França em 1734 para trazer alívio às mulheres. Com o passar dos anos, foi criado o primeiro vibrador  movido a vapor foi chamado de "manipulador", que foi inventado pelo médico estadunidense George Taylor em 1869. Esta máquina era um dispositivo um pouco estranha, mas ainda assim foi anunciado como algum alívio para os médicos que encontraram-se que sofrem de pulsos de fadiga e mãos. Por volta de 1880, o Dr. Joseph Mortimer Granville patenteou um vibrador eletromecânico. O filme de ficção histórica   Hysteria  apresenta uma história retrabalhado do vibrador com foco na invenção do Dr. Granville.
Em 1902, a empresa norte-americana Hamilton Beach patenteou o primeiro vibrador elétrico disponível para venda a retalho ao consumidor em oposição ao uso médico, tornando o vibrador o quinto aparelho doméstico para ser electrificados, após a máquina de costura, chaleira,e torradeira, e cerca de uma década antes da aspirador de pó e ferro elétrico. As versões home logo se tornou extremamente popular, com anúncios em revistas como Agulha, Woman's Home Companion, Preiscila moderna, e o Sears, Roebuck catalog. Estes desapareceram na década de 1920, aparentemente porque sua aparição no universo da pornografia e consequentes conotações sexuais dadas aos dispositivos.
O vibrador ressurgiu devido à revolução sexual da década de 1960. Em 30 de junho de 1966 Jon H. Tavel um pedido de patente para o "Cordless Electric Vibrator for Use on the Human Body", inaugurando o vibrador pessoal moderno. O pedido de patente referenciado um pedido anterior, que remonta a 1938, para uma forma de lanterna que deixou poucas dúvidas quanto a um possível uso alternativo. O vibrador sem fio foi patenteada em 28 de março de 1968, e logo foi seguido por essas melhorias como multi-velocidade e construção de uma peça, o que tornou mais barato de fabricar e fácil de limpar.
Nos anos 1980 e 1990 vibradores tornou-se cada vez mais visível na cultura público mainstream, especialmente depois de um marco agosto 1998 episódio da HBO Sex and the City, em que a personagem Charlotte se torna viciada em um vibrador coelho. Aparecendo em um segmento regular, sobre a popular série de televisão dos Estados Unidos The Oprah Winfrey Show em Março de 2009, Dr. Laura Berman recomenda para as mães ensinarem suas filhas de 15 ou 16 anos de idade o conceito de prazer, dando a elas um vibrador clitoriano.
A partir de 2013, vibradores recarregáveis estavam começando a ser fabricados para reduzir o impacto ambiental de vibradores funciona com bateria.

## Vibradores e orgasmo
Vibradores podem ser recomendados por terapeutas sexuais para as mulheres que têm dificuldade em alcançar orgasmo a masturbação e / ou a relação sexual.
Os casais também podem optar por usar um vibrador para aumentar o prazer de um ou ambos os parceiros. Há um dispositivo disponível que funciona como um pequeno vibrador especificamente concebido para os casais a usar durante a relação sexual.

## Vibradores para pessoas com deficiência
Pessoas deficientes podem achar que vibradores são uma parte essencial de sua vida sexual por duas razões: Primeiro, ela pode ser a única maneira de obter satisfação sexual devido ao braço prejudicada e função da mão. Uma outra questão é que para alguns homens com deficiência, o uso de um vibrador é a única forma de fornecer uma amostra de sêmen para a fertilização invitro.